# Neckar-Odenwald-Kreis
Neckar-Odenwald-Kreis là một huyện (Kreis) phía Bắc bang Baden-Württemberg, Đức. Các địa phương lân cận gồm các huyện và thành phố (theo chiều kim đồng hồ) Main-Tauber, Hohenlohe, Heilbronn, Rhein-Neckar, Odenwald (Hesse) và Miltenberg (Bayern).

## Biểu trưng
| Coat of arms |

## Xã và đô thị
| Thị trấn | Xã |
| --- | --- |
| 1. Adelsheim 2. Buchen (with 2 unofficial district offices) 3. Mosbach (seat of the official district office) 4. Osterburken 5. Ravenstein 6. Walldürn | 1. Aglasterhausen 2. Billigheim 3. Binau 4. Elztal 5. Fahrenbach 6. Hardheim 7. Haßmersheim 8. Höpfingen 9. Hüffenhardt 10. Limbach 11. Mudau 12. Neckargerach 13. Neckarzimmern 14. Neunkirchen 15. Obrigheim 16. Rosenberg (Baden) 17. Schefflenz 18. Schwarzach 19. Seckach 20. Waldbrunn 21. Zwingenberg (Baden) |
| Administrative districts | 1. Aglasterhausen 2. Billigheim 3. Binau 4. Elztal 5. Fahrenbach 6. Hardheim 7. Haßmersheim 8. Höpfingen 9. Hüffenhardt 10. Limbach 11. Mudau 12. Neckargerach 13. Neckarzimmern 14. Neunkirchen 15. Obrigheim 16. Rosenberg (Baden) 17. Schefflenz 18. Schwarzach 19. Seckach 20. Waldbrunn 21. Zwingenberg (Baden) |
| 1. Hardheim-Walldürn 2. Haßmersheim 3. Kleiner Odenwald 4. Limbach 5. Mosbach 6. Neckargerach-Waldbrunn 7. Osterburken 8. Schefflenztal 9. Seckachtal  | 1. Aglasterhausen 2. Billigheim 3. Binau 4. Elztal 5. Fahrenbach 6. Hardheim 7. Haßmersheim 8. Höpfingen 9. Hüffenhardt 10. Limbach 11. Mudau 12. Neckargerach 13. Neckarzimmern 14. Neunkirchen 15. Obrigheim 16. Rosenberg (Baden) 17. Schefflenz 18. Schwarzach 19. Seckach 20. Waldbrunn 21. Zwingenberg (Baden) |